# Час звезды
«Час звезды» (порт. A Hora da Estrela) — модернистский роман (повесть) бразильской писательницы Клариси Лиспектор, опубликованный в 1977 году после её смерти. В 1978 году удостоен бразильской литературной премии «Жабути» в номинации «роман».
В 1985 году Сузаной Амарал по роману снят одноимённый фильм, получивший ряд наград на Берлинском кинофестивале. На русском языке перевод романа вышел в 2000 году.

## Сюжет
Повествование ведётся от первого лица, рассказчик — писатель Родриго С. М. Он говорит о том, что эта история «незамысловатая, без подтекста», её главная героиня — «девушка с северо-востока», и что сам он ещё не знает, чем всё закончится. Философские рассуждения рассказчика составляют значительную часть повествования.
Макабеа — 19-летняя девушка из штата Алагоас, родители которой умерли, воспитывала её тётка. Это «одна из миллионов» девушек, которые «живут в фавелах или снимают где-нибудь койку в комнате на четверых и работают до изнеможения. Они даже не понимают, что их легко заменить другими, и никто этого не заметит». Макабеа научилась печатать на машинке и в Рио-де-Жанейро, куда из Масейо они переехали с тёткой (которая затем умерла), устроилась работать машинисткой. Ей «не хватало умения приспосабливаться», она «родилась не под счастливой звездой и жила с таким видом, будто извинялась за то, что занимает чьё-то место». Макабеа мало что знала, мало разговаривала, почти ни с кем не общалась, кроме начальника на работе и подруги Глории. Жила она в комнате, которую снимала с четырьмя другими девушками, продавщицами магазинов. Ей нравился крик петуха за окном на рассвете, а ещё она часто слушала программу «Радио-Часы», передающую «точное время и новости культуры», а также рекламу. Она коллекционировала рекламные объявления, которые вырезала из старых газет и приклеивала в альбом. Любила фильмы ужасов и мюзиклы.
Однажды Макабеа познакомилась с парнем по имени Олимпико, рабочим на металлургическом заводе родом из тех же мест, что она. Они стали встречаться, хотя Олимпико не нравилось, что во время свидания с Макабеей всегда идёт дождь. Со временем Олимпико перестал приходить на свидания, и Макабеа узнала, что он стал встречаться с её подругой Глорией. Глория пригласила её домой на воскресный ужин, где Макабеа, которая обычно питалась одними сосисками, съела слишком много шоколада. Врач, в которому она пошла вскоре после этого из-за боли в животе, сделал ей рентген и сказал, что у неё начинается туберкулёз. Глория посоветовала Макабее сходить к гадалке — мадам Карлоте, которая снимает с людей порчу. Гадалка нагадала Макабее жениха-иностранца по имени Ганс, который полюбит её и возьмёт в жёны. Выходя от гадалки, Макабеа чувствует, что стал другой и что перед ней открывается новая счастливая жизнь. Однако когда она переходит улицу, из-за угла вылетает «огромный, как океанский лайнер, жёлтый мерседес» и сбивает девушку. Макабеа умирает на дороге, произнося перед смертью фразу: «А как же будущее». Ранее в тексте романа о героине говорилось: «…наверняка она умрёт когда-нибудь, как та кинозвезда, чью цветную фотографию она любила разглядывать. Ведь в час смерти человек становится блистательной звездой экрана, это миг славы каждого из нас, словно отдельный звук вырывается вверх из общего хора».

## Художественные особености
В своём интервью на бразильском телевидении, данном в феврале 1977 году незадолго до смерти, Лиспектор говорила, что закончила повесть (порт. novela), которая представляет собой «историю… одной девушки… такой бедной, что… она питается только хот-догами (порт. cachorro-quente)», «историю о растоптанной невинности (порт. inocência  pisada), об анонимном несчастье (порт. miséria anônima)».
На вопрос об имени героини Лиспектор не ответила, сказав, что это секрет, а на вопрос о названии повести писательница ответила: "Тринадцать имён, тринадцать названий (порт. Treze nomes, treze títulos). Эти тринадцать названий, перечисляемых на титуле книги через союз «или», таковы:
- A culpa é minha — «Моя вина»
- A Hora da Estrela — «Час Звезды»
- Ela que se arranje — «Пусть устраивается сама»
- O direito ao grito — «Право на крик»
- Quanto ao futuro — «А как же будущее»
- Lamento de um blue — «Жалоба в стиле „блюз“»
- Ela não sabe gritar — «Она не умеет кричать»
- Uma sensação de perda — «Ощущение потери»
- Assovio ao vento escuro — «Свист ветра в ночи»
- Eu não posso fazer nada — «Я ничего не могу сделать»
- Registro dos fatos antecedentes — «Описание предыдущих событий»
- História lacrimogênica de cordel — «Слезливый бульварный роман»
- Saída discreta pela porta dos fundos — «Бегство через чёрный ход»

Надежда Муравьёва пишет о том, что романе чувствуется влияние Достоевского, при этом, читая роман Лиспектор, «доведённый до отчаянья историей, которая никак не может начаться, русский читатель непременно вспомнит Хармса»: «Абсурдность мира, его карнавальные воды, поневоле просачиваются в её язык и заполняют пространство её историй».
Роман начинается со слов:

В начале было слово. И слово это было «да». Одна молекула сказала «да» другой молекуле, и на Земле появилась жизнь. Но у этой истории была предыстория, а у предыстории — пред-предыстория, а до этого не было ничего и было «да».

Последним словом романа (отдельным абзацем) также является «Да».

## Русский перевод
Русский перевод романа был выполнен Еленой Беляковой, которая в 1998 году победила с этим переводом в конкурсе переводчиков «Современная зарубежная художественная литература», проводившемся Фондом Сороса.
В 2000 году перевод был издан московским издательством «Аграф», причём в том же году был опубликован по-русски другой роман Лиспектор «Осаждённый город». По словам Елены Беляковой, «у нас её книги ажиотажа не вызвали — ну не может их принять читатель, воспитанный в традиционной русской культуре. Сам язык, стиль, творческая манера Лиспектор препятствует восприятию её произведений носителями языка Пушкина и Достоевского».